# Bakkersland
Bakkersland was een Nederlands bedrijf, dat bestond uit 16 bakkerijen. Hiermee was het het grootste bakkersbedrijf in Nederland..De grootste vestiging stond in Rotterdam, waar ca. 140 medewerkers werkten. Sinds 2019 is Bakkersland verder gegaan onder de namen Borgesius en Goedhart.

## Geschiedenis
Bakkersland ontstond in 1999 door de samenwerking van tien familiebedrijven. Toen in 2008 Quality Bakers werd overgenomen, was Bakkersland de grootste bakkerijproducent van Nederland, en een van de grootsten in Europa.
In januari 2014 kwam Bakkersland in het nieuws, omdat het televisieprogramma Zembla meldde dat er in de afgelopen jaren driemaal asbest uit de oven op het brood terecht was gekomen. Volgens Bakkersland zijn die partijen brood vernietigd.
In het najaar van 2016 werd een van de grootste bakkerijen van Europa geopend in Aalsmeer.

## Producten
In de bakkerijen van Bakkersland werden o.a. brood, afbakbrood, koek en gebak geproduceerd. De grootste afnemers waren supermarkten, die dagelijks vers werden toegeleverd. Een deel daarvan werd in de winkel afgebakken. Bakkersland was eigenaar van onder andere Multivlaai en Grootmoeders cake.